# Hey Na Na
Hey Na Na är ett studioalbum av Os Paralamas do Sucesso, släppt år 1998.

## Låtlista
1. "2A" – 3:58
2. "Pétalas" (Nando Reis) – 2:50
3. "Na Pista" – 3:31
4. "Soledad Cidadão (Me Llaman Calle)" (Manu Chao) – 2:15
5. "Passo Lento" – 2:51
6. "De Perto" – 3:11
7. "Ao Acaso" – 3:52
8. "Hoje" – 3:17
9. "Fora de Lugar" (Leoni) – 2:53
10. "220 Desencapado" – 2:32
11. "Ponto de Vista" – 3:02
12. "Deus Lhe Page" (Chico Buarque) – 4:20
13. "Ao Acaso Dub" – 4:26"